# Wiktar Hanczarenka
Wiktar Michajławicz Hanczarenka (biał. Віктар Міхайлавіч Ганчарэнка, ros. Виктор Михайлович Гончаренко, ur. 10 czerwca 1977 w Chojnikach) – białoruski piłkarz i trener piłkarski.

## Kariera piłkarska
Wychowanek szkoły sportowej w Chojnikach i RWAR Mińsk.
Występował na pozycji obrońcy w RWAR Mińsk i w BATE Borysów.
W barwach BATE zdobył tytuł Mistrza (1999, 2002) i Wicemistrza Białorusi (1998, 2000). Karierę zawodniczą zakończył z powodu kontuzji.

## Kariera trenerska
W 2004 ukończył studia w Państwowej Akademii Kultury Fizycznej w Mińsku.
W latach 2004–2006 pracował jako trener rezerw BATE Borysów. 13 listopada 2007 objął funkcję pierwszego trenera. W sezonie 2008/2009 wywalczył z BATE awans do rundy grupowej Ligi Mistrzów.
W październiku 2013 roku został trenerem rosyjskiego Kubaniu Krasnodar, ale już w 2014 roku pożegnał się z tym klubem.
W 2015 roku został trenerem rosyjskiego Uralu Jekaterynburg, ale jeszcze w tym samym roku odszedł z klubu, aby zostać asystentem trenera Leonida Słuckiego w CSKA Moskwa.
W 2016 roku został trenerem FK Ufa, skąd odszedł w grudniu 2016 roku do CSKA Moskwa, zostając pierwszym trenerem drużyny. W marcu 2021 został zwolniony z tej posady, bo słabym starcie rundy wiosennej.
Od kwietnia 2021 roku Białorusin jest trenerem FK Krasnodar.

## Sukcesy

### Piłkarz
BATE Borysów
- Wyszejszaja liha: 1999, 2002

### Trener
BATE Borysów
- Wyszejszaja liha: 2008, 2009, 2010, 2011, 2012
- Puchar Białorusi: 2009–10
- Superpuchar Białorusi: 2010, 2011, 2013

CSKA Moskwa
- Superpuchar Rosji : 2018